# Litteraturåret 1980

## Händelser
- 6 mars – 76-åriga författarinnan Marguerite Yourcenar blir första kvinna som väljs in i Franska akademien.[1]

## Priser och utmärkelser
- Nobelpriset – Czesław Miłosz, Polen[2]
- ABF:s litteratur- & konststipendium – Lennart Frick, Rune Nordin
- Aftonbladets litteraturpris – Sigrid Combüchen
- Aniarapriset – Erik Beckman
- Astrid Lindgren-priset – Maud Reuterswärd (postumt)
- Bellmanpriset – Werner Aspenström
- BMF-plaketten – Anna Westberg för Walters hus
- Caldecott Medal – Barbara Cooney för Ox-Cart Man (text Donald Hall)
- Carl Emil Englund-priset – Urban Torhamn för Mellan våra ansikten[1]
- Dan Andersson-priset – Helmer Grundström
- De Nios Stora Pris – Lars Norén
- De Nios Vinterpris – Karl Rune Nordkvist
- De Nios översättarpris – Géza Thinsz, János Csatlós och Pierre Zekeli
- Deutscher Jugendliteraturpreis
  - Bilderbok – Johan Burningham för Was ist dir lieber?
  - Barnbok – Ursula Fuchs för Emma oder die unruhige Zeit
  - Ungdomsbok – Renate Welsh för Johanna
  - Faktabok – Grethe Fagerström & Gunilla Hansson för Peter, Ida und Minimun samt Heribert Schmid för Wie Tiere sich verständigen
- Doblougska priset – Sven Fagerberg, Sverige och Magnhild Haalke, Norge
- Elsa Beskow-plaketten – Tord Nygren för samlad produktion
- Elsa Thulins översättarpris – Caj Lundgren
- Expressens Heffaklump – Lennart Hellsing för samlad produktion
- Gulliverpriset – Carl-Agnar Lövgren
- Gun och Olof Engqvists stipendium – Torsten Ekbom
- H.C. Andersen-medaljen – Bohumil Říha
- Hedenvind-plaketten – Birger Norman
- John Newbery-medaljen – Joan W Bois för A gathering of days
- Kate Greenaway-medaljen – Quentin Blake för Mister Magnolia
- Kellgrenpriset – Sven Barthel
- Landsbygdens författarstipendium – Bengt Berg och Elsie Johansson
- Letterstedtska priset för översättningar – Göran Malmqvist för översättningen av Den svarta virvelvinden och hans kumpaner
- Litteraturfrämjandets stora pris – Britt G. Hallqvist[1]
- Litteraturfrämjandets stora romanpris – Jacques Werup[1]
- Neustadtpriset – Josef Škvorecký
- Nils Holgersson-plaketten – Rose Lagercrantz för samlad produktion
- Nordiska rådets litteraturpris – Sara Lidman, Sverige för Vredens barn[1]
- Petrarca-Preis – Ludwig Hohl
- Rabén & Sjögrens översättarpris – Brita af Geijerstam
- Schückska priset – Kjell Espmark
- Signe Ekblad-Eldhs pris – Sivar Arnér
- Stig Carlson-priset – Ernst Brunner
- Svenska Akademiens tolkningspris – Arnold Ravel
- Svenska Akademiens översättarpris – Lasse Söderberg
- Svenska Dagbladets litteraturpris – Anna Westberg för Walters hus
- Svenska Deckarakademin, årets bästa kriminalroman på svenska – Drömmar till döds av Ruth Rendell
- Sveriges Radios Lyrikpris – Anna Rydstedt
- Tidningen Vi:s litteraturpris – Gerda Antti
- Tollanderska priset – Stig Jägerskiöld
- Vingpennan – Artur Lundkvist[1]
- Östersunds-Postens litteraturpris – Per Gunnar Evander
- Övralidspriset – Magnus von Platen

## Nya böcker

### 0 – 9
- 1000 år av Olle Häger

### A – G
- Aforismer och sentenser av Vilhelm Ekelund
- Bomben av Lars Molin
- Den underbare mannen av Sara Lidman
- Det sargade landet av Stephen R. Donaldson
- Det svarta berget av Martin Perne
- Djävulens hand av Jan Mårtenson
- Doriderna av Harry Martinson (postumt)
- Drömmar till döds av Ruth Rendell
- Dödsbrickan av Henning Mankell
- En levande själ av P.C. Jersild
- Evas bok av Marianne Fredriksson
- Försöksgrupp av Lars Andersson
- Gentlemen av Klas Östergren[3]
- Giftermålen mellan zonerna tre, fyra och fem av Doris Lessing

### H – N
- Indien väntar av Jan Myrdal
- Jordiska makter av Anthony Burgess
- Järnkronan av Sara Lidman
- Kommunister. Andra boken av C.-H. Hermansson
- Känneru brorsan? av Ernst Brunner
- Memoarer. Del 1, 1725–1759 av Giacomo Casanova
- Nabots sten av Sara Lidman
- Nedlagd by av Folke Fridell
- Nobelpriset i litteratur av Lars Gyllensten

### O – U
- Olof Lagercrantz av Sven Stolpe
- Planetjakten av George Johansson
- Planeten Sirius' experiment av Doris Lessing
- Rena land av Katarina Frostenson
- Restaurangen vid slutet av universum av Douglas Adams
- Ritualer av Cees Nooteboom
- Rosens namn av Umberto Eco
- Sagorna av Astrid Lindgren[4]
- Se mig i mitt friska öga av Per Gunnar Evander
- Skrivet mot kvällen av Artur Lundkvist
- Skurken i muminhuset av Tove Jansson
- Sorgesånger av Göran Tunström
- Speranza av Sven Delblanc
- Standphotos av Rolf Dieter Brinkmann
- Söderväggar av Ernst Brunner
- Tidigt en morgon sent på jorden av Werner Aspenström
- Tillbaka till dig av Gunnar Harding
- Treklöver (Om Hjalmar Bergman, Birger Sjöberg och Vilhelm Moberg) av Sven Delblanc

### V – Ö
- Värme av Sigrid Combüchen
- Ängslans boningar av Per Gunnar Evander
- Äppelblom och ruiner av Marianne Ahrne
- Ögonvittnen av Werner Aspenström
- Öken av Jean-Marie Gustave Le Clézio

## Födda
- 21 mars – Marjaneh Bakhtiari, svensk författare.
- 28 mars – Ida Linde, svensk författare.
- 4 maj – Naima Chahboun, svensk poet.
- 13 juli – Sara Lövestam, svensk författare.
- 14 november – Johanna Thydell, svensk författare.
- 1 december – Arkan Asaad, svensk författare.

## Avlidna
- 10 januari – Uno Willers, 68, svensk riksbibliotekarie, chef för Kungliga biblioteket 1952–1977.[1]
- 15 februari – Lennart F Johansson, 57, svensk författare.
- 2 mars – Jarosław Iwaszkiewicz, 86, polsk författare.
- 15 april – Jean-Paul Sartre, 74, fransk författare, nobelpristagare 1964.[1]
- 27 april – Svante Foerster, 49, svensk författare.[1]
- 6 maj – María Luisa Bombal, 69, chilensk författare
- 7 juni – Henry Miller, 88, amerikansk författare.[1]
- 25 augusti – Maud Reuterswärd, 60, svensk författare och radioprofil.[1]
- 8 september – Maurice Genevoix, 89, fransk författare.
- 6 november – Erik Asklund, 72, svensk författare.[1]
- 2 december – Romain Gary, 66, fransk författare, diplomat och filmregissör.

### Fotnoter
1. 1 2 3 4 5 6 7 8 9 10 11 12   Horisont 1980. Bertmarks
2. ↑  ”Nobelpriset i litteratur”. https://www.nobelprize.org/prizes/lists/all-nobel-prizes-in-literature/. Läst 20 mars 2011.
3. ↑  Gradvall, Nordström, Nordström, Rabe, Jan, Björn, Ulf, Anina. Tusen svenska klassiker. Norstedts Förlagsgrup. Läst 12
4. ↑  ”Astrid Lindgren”. http://www.astridlindgren.se/verken/bocker/antologier. Läst 21 mars 2011.